# Tractatus-Preis
Der Tractatus-Preis für philosophische Essayistik ist ein Wissenschaftspreis, der seit 2009 jährlich vom Philosophicum Lech vergeben wird.

## Hintergrund
Der Tractatus-Preis für philosophische Essayistik geht auf eine Anregung des Schriftstellers Michael Köhlmeier zurück. Die Dotierung der Auszeichnung beträgt 25.000 Euro, die von privaten Sponsoren aufgebracht wird.

## Preisträger
| Jahr | Preisträger | Weitere Nominierte |
| ---- | --- | --- |
| 2009 | Franz Schuh für Memoiren. Ein Interview gegen mich selbst.                                                                 | Im ersten Jahr gab es keine Shortlist. |
| 2010 | Kurt Flasch für Kampfplätze der Philosophie                                                                                | Michael Hampe Das vollkommene Leben, Byung-Chul Han Duft der Zeit, Martin Seel Theorien, Wolfgang Sofsky Das Buch der Laster, Albrecht Wellmer Versuch über Musik und Sprache |
| 2011 | Norbert Bolz für Die ungeliebte Freiheit. Ein Lagebericht                                                                  | Byung-Chul Han Müdigkeitsgesellschaft, Marie Luise Knott Verlernen. Denkwege bei Hannah Arendt, Robert Pfaller Wofür es sich zu leben lohnt. Elemente materialistischer Philosophie, Peter Strasser Was ist Glück, Joseph Vogl Das Gespenst des Kapitals |
| 2012 | Herbert Schnädelbach für Was Philosophen wissen und was man von ihnen lernen kann                                          | Karl-Markus Gauß Ruhm am Nachmittag, Byung-Chul Han Topologie der Gewalt, Thomas Macho Vorbilder, Wolfgang Sofsky Todesarten. Über Bilder der Gewalt, Andreas Urs Sommer Lexikon der imaginären philosophischen Werke, Wolfgang Welsch Mensch und Welt. Eine evolutionäre Perspektive der Philosophie |
| 2013 | Kurt Bayertz für Der aufrechte Gang. Eine Geschichte des anthropologischen Denkens                                         | Anna Mitgutsch Die Grenzen der Sprache. Unruhe bewahren, Vittorio Hösle Eine kurze Geschichte der deutschen Philosophie, Odo Marquard Endlichkeitsphilosophisches. Über das Altern, Henning Ritter Die Schreie der Verwundeten. Versuch über die Grausamkeit, Peter Sloterdijk Zeilen und Tage |
| 2014 | Peter Bieri für Eine Art zu leben – Über die Vielfalt menschlicher Würde                                                   | Manfred Geier Geistesblitze. Eine andere Geschichte der Philosophie, Martin Pollack Kontaminierte Landschaften, Wilhelm Schmid Gelassenheit: Was wir gewinnen, wenn wir älter werden, Ilija Trojanow Der überflüssige Mensch, Barbara Vinken Angezogen. Das Geheimnis der Mode |
| 2015 | Ulrich Greiner für Schamverlust – Vom Wandel der Gefühlskultur                                                             | Michael Hagner Zur Sache des Buches, Lisa Herzog Freiheit gehört nicht nur den Reichen: Plädoyer für einen zeitgemäßen Liberalismus, Wolfgang Schivelbusch Das verzehrende Leben der Dinge, Roberto Simanowski Data Love, Peter Trawny Heidegger und der Mythos der jüdischen Weltverschwörung |
| 2016 | Hartmut Rosa für Resonanz – Eine Soziologie der Weltbeziehung                                                              | Heinz Bude Das Gefühl der Welt, Svenja Flaßpöhler Verzeihen. Vom Umgang mit Schuld, Rüdiger Safranski Zeit. Was sie mit uns macht und was wir mit ihr machen, Lambert Wiesing Luxus |
| 2017 | Ralf Konersmann für Wörterbuch der Unruhe                                                                                  | Dan Diner Aufklärungen. Wege in die Moderne, Beate Rössler Autonomie. Ein Versuch über das gelungene Leben, Roberto Simanowski Abfall. Das alternative ABC der neuen Medien, Andreas Urs Sommer Werte. Warum man sie braucht, obwohl es sie nicht gibt, Dieter Thomä Puer Robustus. Eine Philosophie des Störenfrieds |
| 2018 | Thomas Bauer für Die Vereindeutigung der Welt. Über den Verlust an Mehrdeutigkeit und Vielfalt                             | Isolde Charim Ich und die Anderen. Wie die neue Pluralisierung uns alle verändert, Wolfram Eilenberger: Zeit der Zauberer. Das große Jahrzehnt der Philosophie 1919-1929, Guillaume Paoli Die lange Nacht der Metamorphose. Über die Gentrifizierung der Kultur, Christoph Türcke Umsonst leiden. Der Schlüssel zu Hiob, Wolfgang Ullrich Wahre Meisterwerte. Stilkritik einer neuen Bekenntniskultur                                                              |
| 2019 | Lisa Herzog für Die Rettung der Arbeit                                                                                     | Heinz Bude Solidarität. Die Zukunft einer großen Idee, Michael Hampe Die Dritte Aufklärung, Florian Mühlfried Misstrauen. Vom Wert eines Unwertes, Ursula Renz Was denn bitte ist kulturelle Identität? Eine Orientierung in Zeiten des Populismus, Maike Weißpflug Hannah Arendt. Die Kunst, politisch zu denken |
| 2020 | Roberto Simanowski für Todesalgorithmus. Das Dilemma der künstlichen Intelligenz                                           | Susanne Boshammer: Die zweite Chance. Warum wir (nicht alles) verzeihen sollten; Michael Hampe: Die Wildnis. Die Seele. Das Nichts. Über das wirkliche Leben; Geert Keil: Wenn ich mich nicht irre. Ein Versuch über die menschliche Fehlbarkeit; Robert Pfaller: Die blitzenden Waffen. Über die Macht der Form; Ulf Poschardt: Mündig |
| 2021 | Christoph Möllers für Freiheitsgrade. Elemente einer liberalen politischen Mechanik                                        | Wolfram Eilenberger: Feuer der Freiheit. Die Rettung der Philosophie in finsteren Zeiten (1933-1943); Marie-Luisa Frick: Mutig denken. Aufklärung als offener Prozess; Byung-Chul Han: Undinge: Umbrüche der Lebenswelt; Richard David Precht: Von der Pflicht: Eine Betrachtung; Birgit Recki: Natur und Technik. Eine Komplikation; Jörg Scheller: Identität im Zwielicht: Perspektiven für eine offene Gesellschaft                                             |
| 2022 | Marie Luise Knott für 370 Riverside Drive, 730 Riverside Drive. Hannah Arendt und Ralph Ellison                            | Christian Bermes: Meinungskrise und Meinungsbildung. Eine Philosophie der Doxa; Eduard Kaeser: Die Erde ist eine Keimträgerin. Lehren aus der Corona-Pandemie; Thomas Macho: Warum wir Tiere essen; Barbara Schmitz: Was ist ein lebenswertes Leben? Philosophische und biographische Zugänge; Peter Sloterdijk: Wer noch kein Grau gedacht hat. Eine Farbenlehre; Natan Sznaider: Fluchtpunkte der Erinnerung. Über die Gegenwart von Holocaust und Kolonialismus |
| 2023 | Isolde Charim für Die Qualen des Narzissmus                                                                                | Olga Martynova: Gespräch über die Trauer; Christoph Menke: Theorie der Befreiung; Hanno Sauer: Die Erfindung von Gut und Böse. Eine philosophische Geschichte zu moralischen Wertvorstellungen; Andreas Urs Sommer: Entscheide dich! Der Krieg und die Demokratie; Philipp von Wussow: Expertokratie. Über das schwierige Verhältnis von Wissen und Macht |
| 2024 | Philipp Hübl für Moralspektakel: Wie die richtige Haltung zum Statussymbol wurde und warum das die Welt nicht besser macht | Jens Balzer: After Woke; Philipp Felsch: Der Philosoph: Habermas und wir; Philip Manow: Unter Beobachtung: Die Bestimmung der liberalen Demokratie und ihrer Freunde; Peter Reichl: Homo Cyber. Ein Bericht aus Digitalien; Frauke Rostalski: Die vulnerable Gesellschaft: Die Verletzlichkeit als Herausforderung der Freiheit; Oliver Schlaudt: Zugemüllt. Eine müllphilosophische Deutschlandreise                                                              |

## Jury
- Barbara Bleisch (2015–2022)
- Helmut A. Gansterer (2009–2011)
- Ursula Pia Jauch (2009–2014)
- Michael Krüger (2015–2022)
- Ijoma Mangold (seit 2023)
- Catherine Newmark (seit 2023)
- Rüdiger Safranski (2012–2014)
- Franz Schuh (2012–2017)
- Daniela Strigl (seit 2023)
- Thomas Vašek (2018–2022)